# Gießenbach (Donau)
Der Gießenbach ist ein in die Donau mündender Bach im Osten des Bezirks Perg im Strudengau mit einem Einzugsgebiet von 65 Quadratkilometern.

## Verlauf
Der Gießenbach entspringt in St. Georgen am Walde im Ortsteil Ebenedt auf ungefähr 830 m ü. A. als Vogelsammühlbach. So heißt er im Oberlauf bis zur rechtsseitigen Einmündung des Riedersdorfmühlbachs nach 7,4 km. Der Bach fließt von Nord nach Süd durch mehrere Gemeinden, bildet oder überquert in seinem Verlauf mehrfach die Grenze zwischen Gemeindegebieten und mündet schließlich an der Grenze zwischen Grein und St. Nikola an der Donau auf Höhe der Donauinsel Wörth auf etwa 230 m ü. A. in die Donau.
Folgende Gemeinden werden vom Gießenbach berührt oder durchflossen: St. Georgen am Walde, Pabneukirchen, Dimbach, Waldhausen im Strudengau, Bad Kreuzen, Grein und St. Nikola an der Donau.
Rund zwei Kilometer oberhalb (nördlich) der Mündung wurde der Bach in vorgeschichtlicher Zeit durch einen Bergsturz (Stiller Stein, von dem die Stillensteinklamm den Namen hat) verschüttet.

## Natur
Das Gießenbachtal liegt in den oberösterreichischen Raumeinheiten Donauschlucht und Nebentäler und Aist-Naarn-Kuppenland.
Der Gießenbach durchfließt naturbelassene Feuchtwiesen sowie mehrere Schluchten, wobei die Stillensteinklamm die bekannteste davon ist. Eine besondere Rarität des Gießenbaches ist die vom Aussterben bedrohte Flussperlmuschel.

## Wirtschaft
Am Gießenbach und seinen Zuflüssen waren einst achtzehn Mühlen in Betrieb (beispielsweise die Gießenbachmühle, die Aumühle, die Klausmühle, die Grasmühle, die Sagmühle, die Hagenmühle, die Riedersdorfmühle, die Vogelsammühle). In der ersten Hälfte des  19. Jahrhunderts wurde der Bach für die Scheiterschwemme genutzt (siehe auch Hauptartikel Perger Schwemmplatz). Es bestehen mehrere Kleinkraftwerke.
Durch die Stillensteinklamm führt seit der zweiten Hälfte des 19. Jahrhunderts ein Wanderweg, der mehrmals durch Hochwasserkatastrophen zerstört worden ist und seit 2010 Teil des Donausteigs ist. Der Eingang zur Stillensteinklamm an der Mündung des Gießenbachs liegt am Donauradweg.
Seit 1909 wird das Gießenbachtal am Ausgang der Stillensteinklamm an der Mündung des Gießenbaches in die Donau mittels eines sehr hohen siebenbögigen Viadukts von der Donauuferbahn überquert.

## Nebenbäche
Der Gießenbach hat ein Einzugsgebiet von 64,3 Quadratkilometern. In den Gießenbach beziehungsweise Vogelsammühlbach münden links der Haselböckbach, der Gassnerbach sowie der Blümelbach mit dem Leimlehnerbach und rechts der Sagmüllerbach mit dem Riedersdorfmühlbach.
Seine größten Zuflüsse sind:
| Name             | Mündungsseite     | Mündungsort  | Einzugsgebiet in km² |
| ---------------- | ----------------- | ------------ | -------------------- |
| Vogelsammühlbach | rechter Quellbach | Dimbachreith | 27,7                 |
| Blümelbach       | linker Quellbach  | Dimbachreith | 19,2                 |
| Greiner Bach     | rechts            |              | 01,2                 |
| Gassner Bach     | links             |              | 02,7                 |
| Brummerbach      | rechts            | Klausmühle   | 01,8                 |
| Haselböckbach    | links             | Schönfichten | 02,9                 |